# Décembre 1996

## Événements
- 3 décembre : Attentat du RER B à Port-Royal à Paris.

- 8 décembre : réunion de la ZLEA (Zone de libre-échange des Amériques).

- 9 - 13 décembre : première réunion de l'OMC à Singapour.

- 10 décembre :
  - résolution 986 du conseil de sécurité des Nations unies concernant les ventes de pétrole de l'Irak, contre de la nourriture.
  - Les Timorais José Ramos-Horta et Carlos Filipe Ximenes Belo, obtiennent le Prix Nobel de la paix[1].

- 14 décembre : sommet européen de Dublin.

- 23 décembre : le Wochenpost, journal très populaire dans l'ex-RDA, cesse de paraître ; il n'aura pas survécu très longtemps à la réunification allemande.

- 26 décembre : accord de paix ferme et durable conclu entre le gouvernement du Guatemala et l'Union révolutionnaire nationale guatémaltèque (UNRG)[2].

- 29 décembre : accords de paix mettant fin à la guerre civile au Guatemala. On estime que près de 150 000 personnes, en grande partie des Mayas, ont trouvé la mort dans la guerre civile depuis trente-six ans. L’injustice sociale reste manifeste, seulement le cinquantième des propriétaires détenant les trois cinquièmes des terres cultivables.

## Naissances
- 4 décembre : Diogo Jota, footballeur portugais. († 3 juillet 2025).
- 11 décembre : Jack Griffo, acteur américain.
- 11 décembre: Hailee Steinfeld, actrice et chanteuse américaine.
- 12 décembre : Marwa Loud, chanteuse française.
- 15 décembre : Oleksandr Zinchenko footballeur Ukrainien évoluant à Manchester City Football Club au poste de défenseur latéral gauche.
- 17 décembre : Kungs, disc jockey, auteur-compositeur et musicien français.
- 19 décembre : Mayu Ikejiri, footballeuse internationale japonaise.
- 29 décembre : Minatozaki Sana, membre d'un groupe coréen nommé Twice.

## Décès
- 2 décembre : Jean Jérôme Hamer, cardinal belge de la curie romaine (° 1er juin 1916).
- 8 décembre : Bernard Gèze, géologue, hydrogéologue, volcanologue et spéléologue français (° 24 mars 1913).
- 9 décembre : Alain Poher, homme politique français, ancien Président de la République par intérim à deux reprises.
- 14 décembre : Gaston Miron, poète québécois.
- 19 décembre : Marcello Mastroianni, acteur italien.
- 20 décembre : Carl Sagan, astrophysicien américain.
- 23 décembre : Sophie Toscan du Plantier, épouse du célèbre producteur français Daniel Toscan du Plantier.
- 26 décembre : Narciso Jubany Arnau, cardinal espagnol, archevêque de Barcelone (° 12 août 1913).
- 29 décembre : Daniel Mayer, personnalité politique française (° 1909).
- 30 décembre : Lew Ayres, acteur américain.